# Демитас

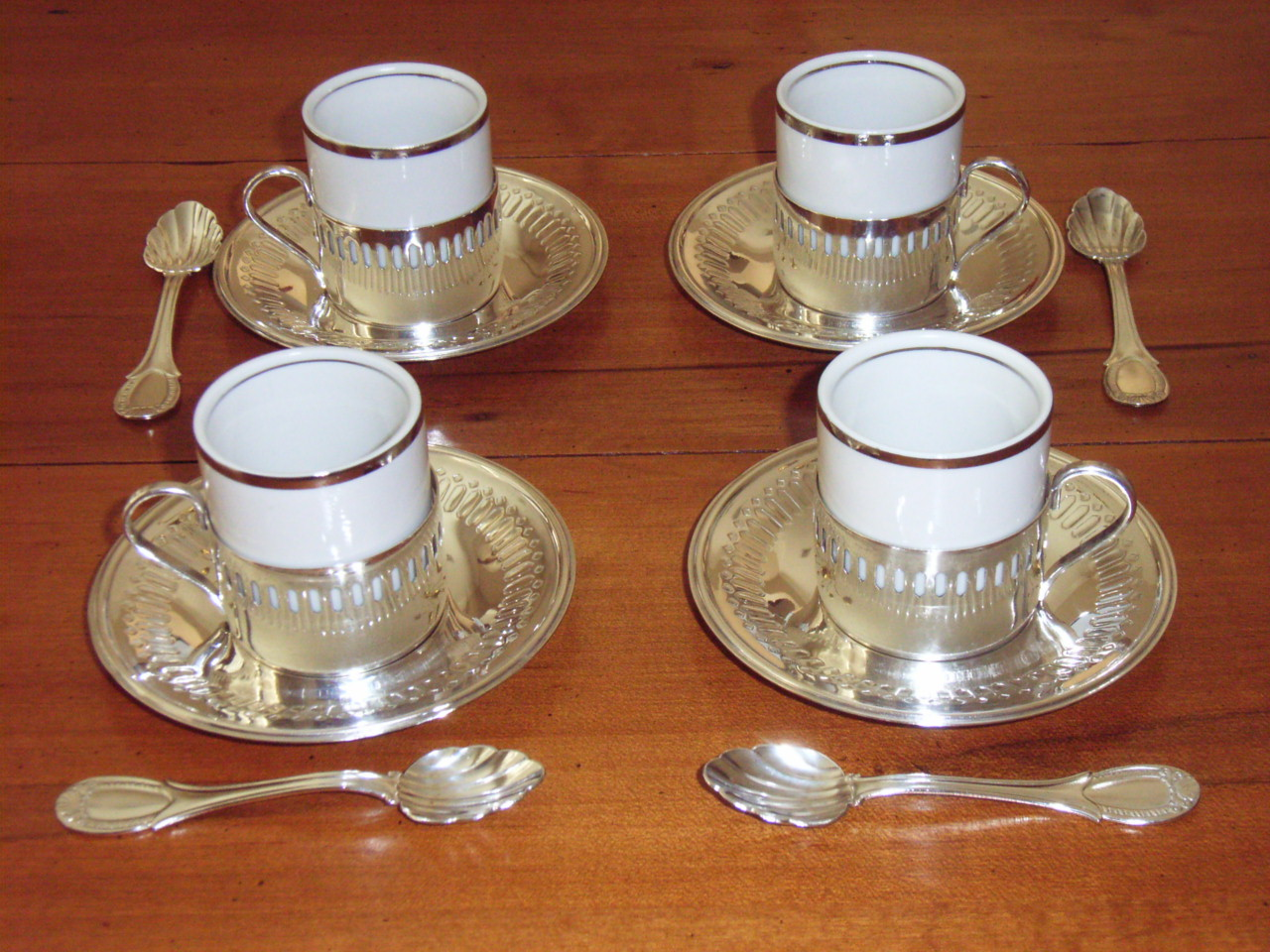
Кофейный сервиз из демитас с подстаканниками

Демитас, демитассе (от фр. demi-tasse — получашка) — небольшая чашка объёмом 60—90 мл для подачи кофе по-турецки или эспрессо. Обычно идёт в паре с блюдцем.

## Описание
Демитас представляет собой чашку с толстыми стенками объёмом 60—90 миллилитров, что составляет около половины объёма традиционной кофейной чашки. В большинстве случаев форма чашки похожа на перевёрнутый усечённый конус, внутри же она имеет яйцеобразную форму. Наличие толстых стенок и уменьшение диаметра дна чашки позволяет дольше сохранить температуру напитка.
Как правило, чашки этого типа изготавливаются из фарфора. Однако для их производства может также использоваться стекло, керамика или нержавеющая сталь.
Второй тип демитаса — выполненные из стекла чашки в металлической оправе.
Существует отдельный вид демитаса для подачи капучино, обладающий большим объёмом — порядка 150 миллилитров.

## Коллекционирование
Демитасы могут служить объектом коллекционирования. Крупнейшая коллекция этих чашек, насчитывающая 650 экземпляров и попавшая в Книгу рекордов Гиннесса, находится в австралийском Ипсвиче. Коллекция была собрана мэром Ипсвича Полем Писасале (англ. Paul Pisasale) и с 1993 года располагается в Ипсвичском городском совете.